# 규암 이민철 묘
규암 이민철 묘는 조선 중기의 문신이자 과학자인 이민철의 묘로, 충청남도 부여군 규암면에 있다. 2008년 12월 15일 부여군의 향토문화유산 제97호로 지정되었다.

## 개요
이민철은 최유지, 송이영과 함께 조선 숙종 때의 대표적인 천문학자로, 세종대왕 이후의 천문 관측 기구의 전통을 계승·발전시켜 조선의 천문학 발전에 공헌한 인물이다. 또한 이민철은 임진왜란, 병자호란을 거치면서 불타 없어졌던 한국의 대표적인 천문도 『천상열차분야지도(天象列次分野之圖』의 복사본을 숙종 1년(1675년)에 발굴하였고, 숙종 13년(1687년)에 이 복사본을 일부 수정한 천문도를 제작함으로써 오늘날에 널리 전하게 하였다. 부여가 낳은 걸출한 천문학자의 존재를 국내에 널리 알리고, 과학기술의 발전을 장려하기 위한 중요한 유적이다.

## 참고 문헌
- 규암 이민철 묘 - 부여군향토문화유산